# Тарновецкий, Павел Георгиевич
Павел Георгиевич Тарновецкий (укр. Павло Георгійович Тарновецький; род. 21 февраля 1961 года) — советский легкоатлет (десятиборье).

## Карьера
Лёгкой атлетикой начал заниматься в 1972 году в Сторожинце у тренера Леонида Ковалюка. После окончания школы поступил в Львовский институт физической культуры, который закончил в 1983 году. А его тренером стал Олег Мозговой. В 1983-92 годах выступал за 8-й спортивный клуб армии Прикарпатского военного округа. В 1985 году закончил Военный институт физической культуры.
На чемпионате мира 1987 года завоевал бронзу с 8375 очками.
Участник Олимпиады-1988 в южнокорейском Сеуле. Показал десятый результат, но при этом стал лучшим на дистанции 400 метров, вторым — в прыжках с шестом, третьим — в метании диска и барьерном беге. Результат — 8167 очков.
Двукратный чемпион СССР, рекордсмен СССР в зимнем многоборье (1985 г.), неоднократный чемпион и призер УССР, шестикратный чемпион вооруженных сил СССР, шестикратный обладатель памятной медали им. Демина.
Старший лейтенант запаса ВС Украины.